# Mecynoecia buskii
Mecynoecia buskii är en mossdjursart som först beskrevs av John Borg 1944.  Mecynoecia buskii ingår i släktet Mecynoecia och familjen Entalophoridae. Inga underarter finns listade i Catalogue of Life.